# Asociación Deportiva Sagrada Familia
La Asociación Deportiva Sagrada Familia es un equipo de fútbol de Costa Rica, del barrio de Sagrada Familia en Hatillo. Fue fundado el 29 de abril de 1967 y juega en la Primera División de LINAFA.

## Historia
En sus inicios sobresalen futbolísticamente en la zona de Sagrada Familia El Club Sport Medellín que se fundó en 1954 y El Damasco en 1961. El último de estos pasó a llamarse Asociación Deportiva Sagrada Familia en 1967 y la historia comenzó. 
En 1975 con el nombre de A.D. Sagrada Familia logran como representantes distritales un título de Tercera División y los sagradeños ascienden a Segunda División junto con la Selección de Santa Bárbara, El Carmen de Cartago y Santos de Guápiles.
Los buenos momentos siguieron y llegó el primero de dos títulos de segunda División del fútbol de Costa Rica , el primero en 1981 al vencer en la final al Municipal Naranjo 0-0 en el estadio Teodoro Picado  de Sagrada Familia y 0-1 en Naranjo. 
En este primer ascenso el equipo logró estar en primera división 6 temporadas. Algo impensable y utópico en aquello tiempos para un equipo humilde de los barrios del sur de la capital. 
El equipo logró derrotar grandes equipos como Alajuela, Heredia y Cartago. Y llegó a disputar el clásico Sa-Sa contra Saprissa, llamado así por los periodistas. Los Sagradeños hasta tenían una canción "No hay nada con Sagrada"
En la temporada de 1983 el equipo Sagradeño hizo historia al quedar en tercer lugar de la primera división. El campeón Alajuela y subcampeón Puntarenas declinaron jugar la Copa de campeones de concacaf de 1984 por lo que la Asociación Deportiva Sagrada Familia participó. 
En la primera ronda por Centroamérica, el equipo Sagradeño enfrentó al Suchitepéquez de Guatemala, la ida se jugó en el estadio Nacional de Costa Rica y terminó 0-0. La vuelta en Guatemala terminó 1-1 y los Sagradeños avanzaron 3-5 en penales. 
En la siguiente ronda el equipo Sagradeño enfrentó al Vida de Honduras,cayendo 1-0 en Honduras y 0-1 en San José. 
Luego de estas temporadas el equipo quedó diezmado por muchas salidas de jugadores hacia los equipos grandes, y fue en el año 1987 en el que los Sagradeños descienden a Segunda división. 
Los Sagradeños se mantuvieron en segunda división hasta que llegó el otro título de segunda división que fue 1994 al ganarle la final a Goicoechea. 
El equipo en esa ocasión se mantuvo una sola temporada en primera división al quedar en penúltimo lugar y luego perder el repechaje contra el subcampeón de segunda división Carmelita. 
El equipo se mantuvo todas las siguientes temporadas en segunda división hasta que en la temporada 2010-11 el equipo desciende a Linafa. 
En la temporada 2014-15 llegó a la final de Linafa ante Cofutpa Palmares. La serie se abrió en el mítico estadio Teodoro Picado con aforo lleno y el partido terminó 2-2, la vuelta fue en sa Ramón y los Sagradeños perdieron 3-0, quedando a la orilla de lograr otro ascenso. 
Actualmente está en Linafa (3ª División del país). Disputará el Clausura 2025 (Linafa)  
Un equipo muy querido por Costa Rica por su gallardía.

## Palmarés
- Campeón Nacional de Tercera División San José  (1): 1975

- Tercera División de Costa Rica (1): 1975

- Subcampeón de Segunda División de Costa Rica (1): 1978-79

- Segunda División de Costa Rica (2): 1981-82 y 1993-94